# Słobodka (rejon tarnoski)
Słobodka  (ros. Слободка) – wieś w Rosji, w rejonie tarnoskim obwodu wołogodzkiego. W 2010 r. liczyła 15 mieszkańców.